# A Hard Day's Night (film)
A Hard Day's Night is een Britse film uit 1964 van Richard Lester met in de hoofdrollen de Britse popgroep The Beatles bestaande uit John Lennon, Paul McCartney, George Harrison en Ringo Starr.
De film is deels documentaire, deels mockumentary. Vanwege de originele plot en het inventieve camerawerk, dat voor zijn tijd erg modern en opwindend was, werd A Hard Day's Night de eerste rockfilm die ook goede kritieken kreeg van filmcritici. Tegenwoordig is de film een cultfilm voor Beatle-fans en een maatstaf voor alle pop- en rockfilms die nadien gemaakt werden. De film was een gigantische hit in de bioscopen en bracht in de VS al zo'n 6,1 miljoen dollar op in het eerste jaar.

## Verhaal
Achtervolgd door een horde van schreeuwende fans komen The Beatles bij het treinstation van Liverpool. Ze snellen het perron op en stappen in de trein naar Londen, waar ze een tv-show moeten doen. In de trein zitten ook hun manager Norm en "Shake", de roadmanager. Tot ergernis van Paul is ook zijn grootvader aanwezig, "een heel schone man". De groep wordt voortdurend gestoord en George raakt hiervan zo geïrriteerd dat hij voorstelt om in het bagagegedeelte te gaan zitten om zo wat rust te krijgen.
Eenmaal in Londen gaan The Beatles naar een hotel waar ze zich opgesloten voelen. Ze ontsnappen en gaan een avondje stappen waarbij Pauls grootvader nog voor commotie in een casino zorgt. Het volgende evenement is een optreden in een theater, maar ook daar slaat de verveling toe. Aangezien de voorbereidingen tijd vergen moeten de vier Beatles zichzelf vermaken. Ringo probeert de tijd te verdrijven met een goed boek, maar krijgt gelijk de aandacht van de opa van Paul. De oude man is een echte onruststoker, hij overtuigt Ringo dat hij naar buiten moet om het echte leven te waarderen in plaats van te zitten lezen.
Ringo ontsnapt aan het theater en begint aan een soloavontuur. Zijn "verdwijning" zorgt voor onrust en al snel is iedereen naar Ringo op zoek. Maar Pauls grootvader brengt Ringo in de problemen en ze worden beiden door de politie opgepakt, waarna Ringo weer teruggebracht wordt naar het theater waar het optreden nu van start kan gaan.

## Rolverdeling
| Acteur            | Personage                    |
| ----------------- | ---------------------------- |
| John Lennon       | John                         |
| Paul McCartney    | Paul                         |
| George Harrison   | George                       |
| Ringo Starr       | Ringo                        |
| Wilfrid Brambell  | Opa van Paul, John McCartney |
| Norman Rossington | Norm, the Manager            |
| John Junkin       | "Shake", the roadmanager     |
| Victor Spinetti   | tv-regisseur                 |
| Anna Quayle       | Millie                       |
| Kenneth Haigh     | Simon Marshall               |
| Terry Brooks      | Urchin                       |
| Pattie Boyd       | Jean                         |
| Prudence Bury     | Rita                         |
| Susan Whitman     | Susan                        |
| Lionel Blair      | tv-choreograaf               |
| Richard Vernon    | man in de trein              |
| John Bluthal      | autodief                     |
| Derek Nimmo       | Leslie Jackson               |

## Voorgeschiedenis

### Een amateur in de filmwereld
In 1963 werd Brian Epstein, de manager van The Beatles door de Amerikaanse filmstudio United Artists benaderd voor een contract voor het maken van een aantal films rondom de groep. Epstein zag de deal als een goede manier om The Beatles te promoten en hun muziek te verkopen. United Artists was geïnteresseerd in het geld dat zou binnenkomen via de verkoop van de muziekalbums. The Beatles stonden in de Verenigde Staten onder contract bij Capitol Records, maar die overeenkomst sloot muziek van albums uit. De studio wist dat de verkoop van het album altijd geld zou opleveren, zelfs als de film zou floppen, dus zag men de filmdeal met The Beatles als een overeenkomst waarbij men niet kon verliezen. Aan de andere kant was de deal die United Artists met Epstein sloot weinig gunstig voor The Beatles. Epstein was geen goede onderhandelaar en in veel financiële zaken een amateur. Weliswaar waren The Beatles in die tijd nog niet op hun hoogtepunt qua populariteit (zeker niet in de VS), maar ook binnen die context was het een teleurstellend contract.

### Een teleurstellende overeenkomst
United Artists was niet van plan meer dan 500.000 dollar uit te geven aan de film, hetgeen betekende dat de vier groepsleden een mager salaris zouden krijgen. Om deze pil te vergulden besloten de onderhandelaars om The Beatles een percentage van de winst te geven. Maar ook niet meer dan 25%. Aangezien men weinig van de film verwachtte, was dat een risico dat men makkelijk kon nemen. De onderhandelaars van de studio kregen echter door dat Epstein niets wist van de filmwereld. Dus probeerde men een lager percentage te onderhandelen. Epstein kreeg te horen dat men bereid was om The Beatles 25.000 dollar te betalen en dat Epstein maar het aandeel in de winst moest voorstellen. Epstein wilde zich niet laten kennen en zei dapper dat hij niet lager kon gaan dan 7,5% van de winst. Hij klonk stoer maar had in werkelijkheid geen idee van percentages. De studiobazen van United Artists konden hun geluk niet op, ze waren bang geweest voor harde onderhandelingen en misschien wel een hoger percentage dan 25% en nu kwam Epstein met de lachwekkende 7,5 procent. Ze sloten meteen een deal voor drie films. Niet lang daarna schoot de populariteit van The Beatles door het dak (ook in de VS) en maakte Richard Lester van A Hard Day's Night een van de meest succesvolle films aller tijden. The Beatles liepen hierdoor niet alleen miljoenen aan inkomsten mis. Ze zaten ook vast aan een financieel teleurstellend filmcontract dat als een molensteen om hun nek zou gaan hangen.

### Carte blanche
Nu de deal was gesloten wilde United Artists de film zo goedkoop mogelijk maken. De in Engeland wonende Amerikaanse regisseur Richard Lester werd aangetrokken. Lester was bekend van zijn regie van The Goon Show, een voorloper van Monty Python's Flying Circus waarvan de humor The Beatles erg aantrok. Lester kreeg van de studio te horen dat hij carte blanche had, zolang hij de film binnen enkele weken zou maken, binnen het gestelde budget. De studiobazen hoefden geen scenario te zien. Het enige wat ze wilden was een film, wat liedjes en het geluid van de rinkelende kassa. Dus ging Lester op zoek naar een scenarist, die hij samen zou brengen met The Beatles. Er stond hem iets vaags voor ogen van een film over een dag in het leven van de beroemde groep uit Liverpool. Een film die Beatlemania zou gaan heten.

## Scenario

### Liverpudliaanse dialogen
Als scenarist werd Alun Owen aangetrokken. Deze had een televisiescenario geschreven, No Trams to Lime Street (1959), dat speelde in Liverpool en waarin typische humor uit de stad verwerkt was en het accent van Liverpool werd gebruikt. Owen bereidde zich voor door een aantal dagen met de groep op te trekken. Hij zou later typische uitdrukkingen van de vier gebruiken in het scenario. Het leven van The Beatles (de groepsnaam wordt in de film overigens nergens genoemd) vormde de inspiratie van Owen. Hij zag dat John, Paul, George en Ringo van hotelkamer naar hotelkamer werden gereden, met als enige onderbreking een optreden in een zaal vol gillende fans of de opnames in de studio. Kortom, ze waren gevangenen van hun eigen roem.
De werktitel van zijn scenario was The Beatles 1. Owen schreef een scenario waarbij hij The Beatles neerzette in vier stereotypen: John Lennon was de "sarcastische betweter", Paul de "charmante leukerd", George de "stille en bescheiden benjamin" en Ringo "de domme goeierd". Iedereen was het over eens dat het een briljant scenario was, maar onbruikbaar. Richard Lester begreep meteen dat hij nooit de vier Beatles zo kon regisseren dat ze zich precies aan het scenario hielden; het zou ook te toneelmatig zijn. Het scenario zou met name dienen als vehikel voor de Liverpoolse dialogen van de vier groepsleden.

### Opzet van het scenario
Owen volgde The Beatles tijdens hun tournee door Frankrijk. Het verblijf in de hotelkamers, de gillende fans, de autoritten, de optredens en de studio-opnamen van de groep, het waren allemaal elementen die terugkeerden in het scenario. Het idee was dat The Beatles naar Londen zouden reizen voor de opname van een televisieshow.
Als rode draad fungeerde de opa van Paul, een vals oud mannetje dat voortdurend zit te stoken tussen de groepsleden en geld wil verdienen aan foto's met handtekeningen van de vier Beatles.
Voor deze rol werd Wilfrid Brambell gekozen. Brambell was vijftig, maar kon eruitzien als vijfenzeventig. Hij was in Engeland beroemd geworden als de voddenman Steptoe in de Britse televisieserie Steptoe and Son. Een van de terugkerende grappen uit de show was dat de zoon tegen Steptoe (Brambell) zei, "you dirty old man" (wat ben je toch een vieze oude man). In de film zegt iedereen tegen de grootvader (Brambell), "what a clean man" (wat een schone, nette man). In de film heeft de grootvader Ierse wortels. Hij zegt dat hij een soldaat van de republiek is, een referentie naar de IRA. Veel Ieren emigreerden van Ierland naar Liverpool.
De vier Beatles hebben allemaal een eigen scène in de film. John ontmoet een vrouw, Minnie, die denkt dat ze hem herkent maar niet op zijn naam kan komen. George raakt verzeild in het kantoor van een marketingmanager en is bijna verantwoordelijk voor het omgooien van diens ideeën over jeugdmarketing, terwijl Ringo op avontuur gaat langs de Theems. De scène die Paul zou krijgen werd uit de film geknipt. Hij moest een Shakespeare-spelende actrice (Isla Blair) bekritiseren vanwege haar theatrale stijl. De scène bleek echter te traag en haalde de vaart uit de film.
Owen was ook verantwoordelijk voor de creatie van Norm en Shake. Norm was de manager van The Beatles die een haat-liefdeverhouding heeft met de rebelse John Lennon. Shake was de roadmanager en zijn personage was gebaseerd op de echte roadmanagers van The Beatles, Neil Aspinall en Mal Evans. Behalve het Liverpoolse accent gebruikte Owen ook uitdrukkingen en woorden uit Liverpool. Een van die woorden was 'grotty' afgeleid van 'grotesque'. The Beatles kenden dit woord niet en verdachten Owen er van het zelf te hebben bedacht.

### Titel
Tijdens de opnamen van de film bleef de werktitel The Beatles 1 en soms Beatlemania. Vanuit de VS drong United Artists aan op een filmtitel zodat men de PR-machine kon starten. Uiteindelijk kwam de verlossing van Ringo. De drummer van The Beatles had de gewoonte om de Engelse taal te verhaspelen en uitdrukkingen te creëren die niet bestonden. Deze malapropismen van Ringo werden "Ringo-isms" genoemd; een bekend voorbeeld is "Eight days a week". Een ander Ringo-ism was: "a hard day's night". Ringo gebruikte deze uitdrukking toen hij thuis kwam na een hele dag hard werken, hij begon met te zeggen, "it's been a hard day.." zag toen dat het donker was, en voegde eraan toe.."night!". John Lennon, met zijn oor voor de Britse taal, gebruikte de uitdrukking in zijn boekje In His Own Write (1964). Volgens Lennon was het Richard Lester die aan Lennon voorstelde om de uitdrukking van Ringo te gebruiken, toen ze na een dag op de filmset terug naar huis reden. Volgens Paul McCartney waren The Beatles zelf met de titel gekomen. Tijdens een kleine brainstorm om met een filmtitel te komen, herinnerden ze zich de uitdrukking van Ringo. Producent Walter Shenson beweert dat hij de titel doorkreeg van John Lennon en Richard Lester en zonder commentaar doorgaf aan United Artists. Daar werd met enig ongeloof gereageerd. Toen echter bleek dat de secretaresses en jongere medewerkers enthousiast reageerden, werd A Hard Day's Night de titel.

## Productie

### Opnamen
Richard Lester had vrijwel carte blanche gekregen voor de film. Er waren wel enkele randvoorwaarden. Het budget mocht de grens van 500.000 dollar niet overschrijden en de film moest begin juli 1964 in première gaan. Aangezien het al bijna maart was, had Lester amper tijd voor de opnamen, want er zou ook nog postproductie moeten plaatsvinden. Kleur was te duur en dus schoot Lester de film in zwart-wit, in een periode van amper zeven weken. De totale productie nam zestien weken in beslag. Er werd gefilmd in chronologische volgorde en met veel improvisatie omdat de vier Beatles weinig discipline konden opbrengen om de teksten te leren.
De opnamen begonnen op 2 maart 1964 op Paddington Station in Londen en eindigden op 24 april in West Ealing, Londen:
- 2-8 maart - Opnamen op het station en in en om de trein van Londen naar Minehead
- 10 maart - Opnamen met Ringo in de Turks's Head Pub in Twickenham
- 11-17 maart - Opnamen in de Twickenham studio's
- 23-30 maart - Opnamen in het Scala Theatre
- 31 maart - Opnamen van het concert van The Beatles in het Scala Theatre
- 23 april - Opnamen van de spelende Beatles bij Thornbury Playing Fields, Isleworth, Middlesex
- 24 april - Opnamen van Ringo in West Ealing, Londen

### Improvisatie
De film hing van improvisaties aan elkaar. Het begon al met The Beatles zelf die geen lid waren van de acteursvakbond, Equity. Op de morgen van 2 maart 1964, vlak voor de opnamen begonnen, werd dit pas geregeld. Lester liet de Beatles hun teksten improviseren, hetgeen nog al eens leidde tot vertraging. In de scène waar John het meetlint van de kleermaker doorknipt moest hij zeggen: "I now declare this bridge, open!" (Ik verklaar deze brug voor geopend) Maar John zei steeds iets anders, "I declare this synagoge, open", (Ik verklaar deze synagoge voor geopend) of "I declare this Fish and Chips stand open" (Ik verklaar deze friettent voor geopend).
De opnamen duurde de hele middag. Overigens was ook de kleermaker een improvisatie; het was de echte kleermaker van de Beatles. Regisseur Lester maakte ook gebruik van echte horde fans voor de openingsscènes. Toen een van zijn assistenten met filmblikken vol opgenomen materiaal wegliep van de scène, werd ook deze jongen achtervolgd door een horde gillende meisjes. Hij raakte in paniek en verloor de helft van het opgenomen filmmateriaal.
De fans bleven een plaag en dwongen Lester tot het zorgvuldig kiezen van locaties (die ook snel veranderd werden om de fans voor te blijven). De scène met de persconferentie werd snel geïmproviseerd voor het Scala-theater en werd opgenomen voordat de fans er lucht van kregen. Soms kwam een improvisatie voort uit een ongelukje. Zo viel George Harrison bij de openingsscène tegen een camera en scheurde hierbij zijn jasje. Lester liet dit incident in de film. Een ander voorbeeld is de droevige uitdrukking op het gezicht van Ringo bij zijn solotrip. Dit was geen acteerwerk, maar het gevolg van een zware kater.
Ook de andere acteurs improviseerden. Zo nam Victor Spinetti die de televisieregisseur speelde zijn eigen wollen sweater mee. Het was een kerstcadeautje dat hij afschuwelijk had gevonden, maar het paste prima bij zijn personage. Hij doneerde het kledingstuk later zonder veel wroeging aan de Beatlesfanclub. De enige die niet improviseerde was Wilfrid Brambell. De acteur hield zich altijd strikt aan zijn tekst, ook in deze film.
In een van de scènes was John Lennon niet eens aanwezig. Dat was bij de scène waar de Beatles in het veld aan het spelen zijn. Een dubbelganger nam zijn rol over.

### Locaties
De scène met de rennende Beatles aan het begin van de film werd gemaakt in Charlotte Street, Fitzrovia, Londen. Daarna volgt de treinreis. Voor de scènes in de trein en waarbij The Beatles naast de trein lopen werden opnamen gemaakt bij Crowcombe Heathfield station, West Somerset Railway, Somerset. Ook werden opnames gemaakt bij Marylebone Station, Marylebone, Londen en Minehead, Somerset, Newton Abbott, Devon, Notting Hill Gate, Notting Hill, Londen, Taunton Railway Station, Taunton en Paddington Station, Paddington, Londen.
Eenmaal in Londen bezoeken de Fab Four een nachtclub. Opnames werden gemaakt in Garrison Room, Les Ambassadeurs Club, Hamilton Place, Mayfair, Londen. De club werd ook gebruikt voor de disco. Als The Beatles naar de televisiestudio gaan gebruiken ze een helikopter. Deze scènes werden gefilmd op Gatwick Airport, Crawley, West Sussex. De solotrip van Ringo werd opgenomen in en bij Putney Towpath, The Embankment, River Thames, Londen, South Bank, Lambeth, London, Thames footpath, Nr Twickenham, Middlesex, Turk's Head pub, Winchester Road, Twickenham, Middlesex, St John's Secondary School - 83 Clarendon Road, Notting Hill, Londen (deed dienst als politiebureau in de film) en West Ealing, Londen. De concertopnames en de opnames in en rond het theater werden gemaakt in Scala Street, Fitzrovia, Londen, en Scala Theatre, Charlotte Street, Fitzrovia, Londen.

## Prijzen en nominaties
A Hard Day's Night kreeg twee nominaties voor de Academy Awards: voor Beste scenario (Alun Owen), en voor Beste filmmuziek (George Martin).

## Muziek

### Achtergrond
George Martin, de vaste producer van The Beatles, schreef de achtergrondmuziek, arrangementen en adapties van de muziek. Hij kreeg hiervoor een Oscarnominatie. The Beatles werden niet genomineerd. Het titelnummer A Hard Day's Night werd door Lennon en McCartney in één nacht geschreven. De reden voor de haast was dat de film eigenlijk al klaar was. Aangezien tijdens de opnames nog niet bekend was hoe de film zou heten, had niemand aan een titelnummer gedacht. Het was John die kwam met het aangeslagen akkoord waarmee de film en de titelsong begint. George Martin zegt in een interview op de Speciale Editie van de dvd dat hij nog altijd niet weet wat voor akkoord het was.

### Verwijderde nummers
- I'll Cry Instead dat speciaal voor de film was geschreven werd door Richard Lester uiteindelijk buiten de film gelaten. In de VS werd het nummer wel op het album toegevoegd. Dit nummer zou eigenlijk in de film worden gebruikt voor de scène waar The Beatles dansen en springen op het open veld, maar Lester verving het door Can't Buy Me Love.
- You Can't Do That zat oorspronkelijk wel in de scènes van het televisieoptreden, maar werd weggelaten uit de montage. De gebruikte opnamen wel getoond in de Ed Sullivan Show van 24 mei 1964 als lokkertje voor de film.
- I Call Your Name.

### Filmmuziek
De volgende liedjes zijn in de film te horen:
- A Hard Day's Night
- I Should Have Known Better
- If I Fell
- Can't Buy Me Love
- And I Love Her
- I'm Happy Just to Dance with You
- Tell Me Why
- She Loves You

De volgende liedjes zijn gedeeltelijk te horen:
- I Wanna Be Your Man
- Don't Bother Me
- All My Loving
- This Boy (Ringo's Theme)

## Video, dvd en Blu-ray
- In 1984 werd door MPI Home Video A Hard Day's Night uitgebracht op VHS, Betamax en Laserdisc.
- In 1997 bracht MPI Home Video de eerste dvd-versie uit met trailers, en gesprekken.
- In 2002 bracht Miramax Films een verzamel-dvd uit. De gebruikte film is hiervoor gerestaureerd en wordt getoond in 1.66:1 widescreen. Op een tweede dvd staat zeven uur aan aanvullend materiaal als interviews, featurettes en documentaires
- In 2009 kwam de film uit op Blu-ray met het bonusmateriaal uit 2002.

### Boeken
- Alan Clayson, Ringo Starr, 2003
- William J. Dowlding, Beatlesongs, 1989.
- Stephen Glynn, A Hard Day's Night, 2005
- Peter van Gelder, Offscreen Onscreen, The inside stories of 60 great films, 1990
- Bill Harry, Beatlemania, the history of The Beatles on film: An illustrated filmography, 1985
- Mark Lewisohn, The Complete Beatles Chronicle, 1992
- Barry Miles, The Beatles Diary, 2001
- Barry Miles, Paul McCartney: Many Years From Now, 1997
- Jürgen Müller, Movies of the 60s, 2005
- Philip Norman, Shout!: The Beatles in Their Generation (1996)
- Philip Norman, John Lennon: The Life, 2008
- Danny Peary, Cult Movies, The Classics, the Sleepers, the Weird, and the Wonderful, 1989
- Marc Shapiro, Behind sad eyes, the life of George Harrison, 2002
- Howard Sounes, FAB, The Life of Paul McCartney, 2009
- Anthony Slide, Fifty Classic British Films Films 1932-1982, A Pictorial Record, 1985
- Jerry Vermilye, The Great British Films, 1978

### Televisiedocumentaires
- Chris Wiegand, Film and Drama: A Hard Day's Night, (12 december 2005) BBC Four Cinema
- Exclusive – The Making of the 'A Hard Day's Night DVD – a Behind The Scenes Report. Beatle News.

## Vervolg
De Beatles zouden een jaar later nog een film maken, Help! (1965).